# Gmunden (stad)
Gmunden is een gemeente in de Oostenrijkse deelstaat Opper-Oostenrijk, gelegen in het district Gmunden. De gemeente heeft ongeveer 14.200 inwoners.

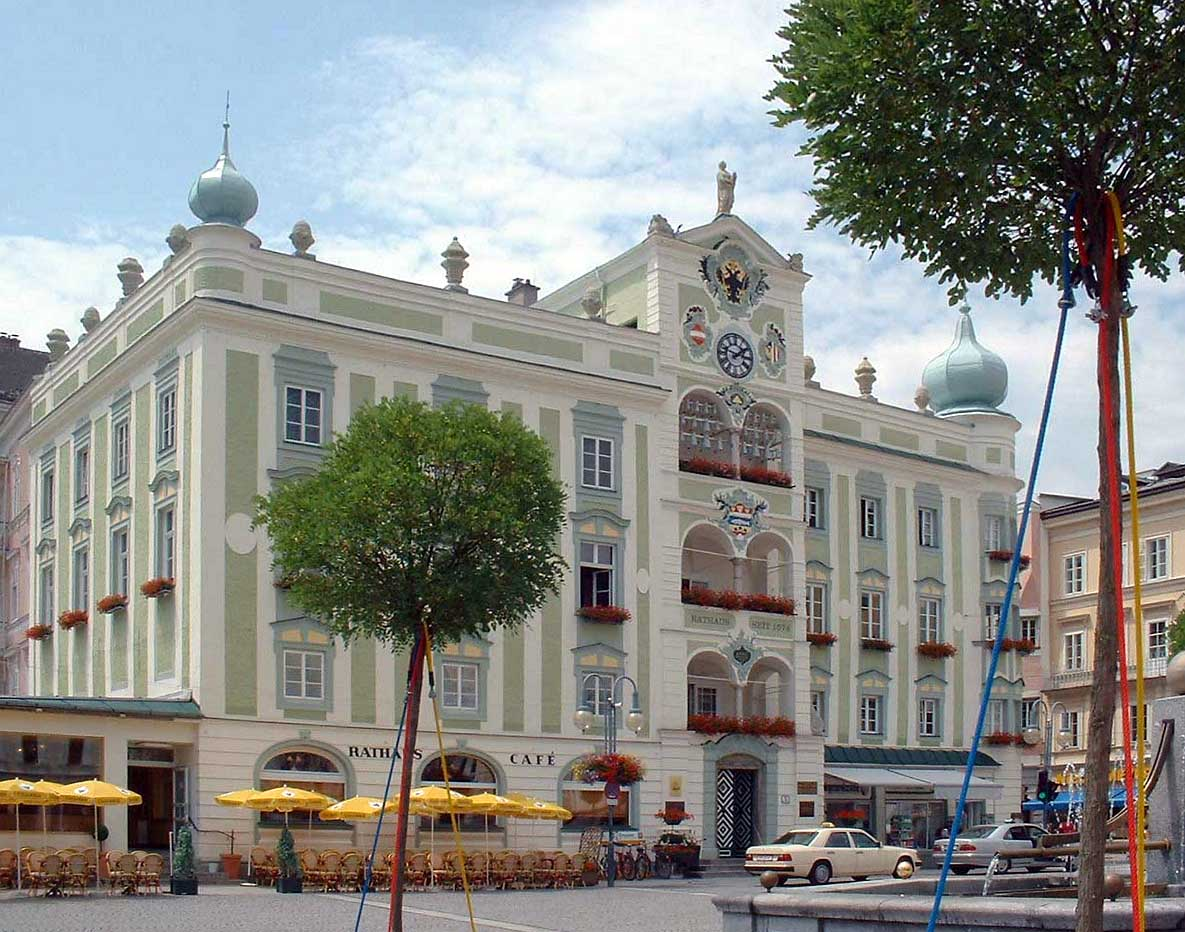
Gemeentehuis van Gmunden

## Geografie
Gmunden heeft een oppervlakte van 63,49 km². Het ligt in het centrum van het land. De gemeente ligt in het zuiden van de deelstaat Opper-Oostenrijk, niet ver van de deelstaten Stiermarken en Salzburg.
Gmunden ligt aan de noordelijke oever van de Traunsee. Hier stroomt de rivier de Traun het meer uit.

## Vervoer

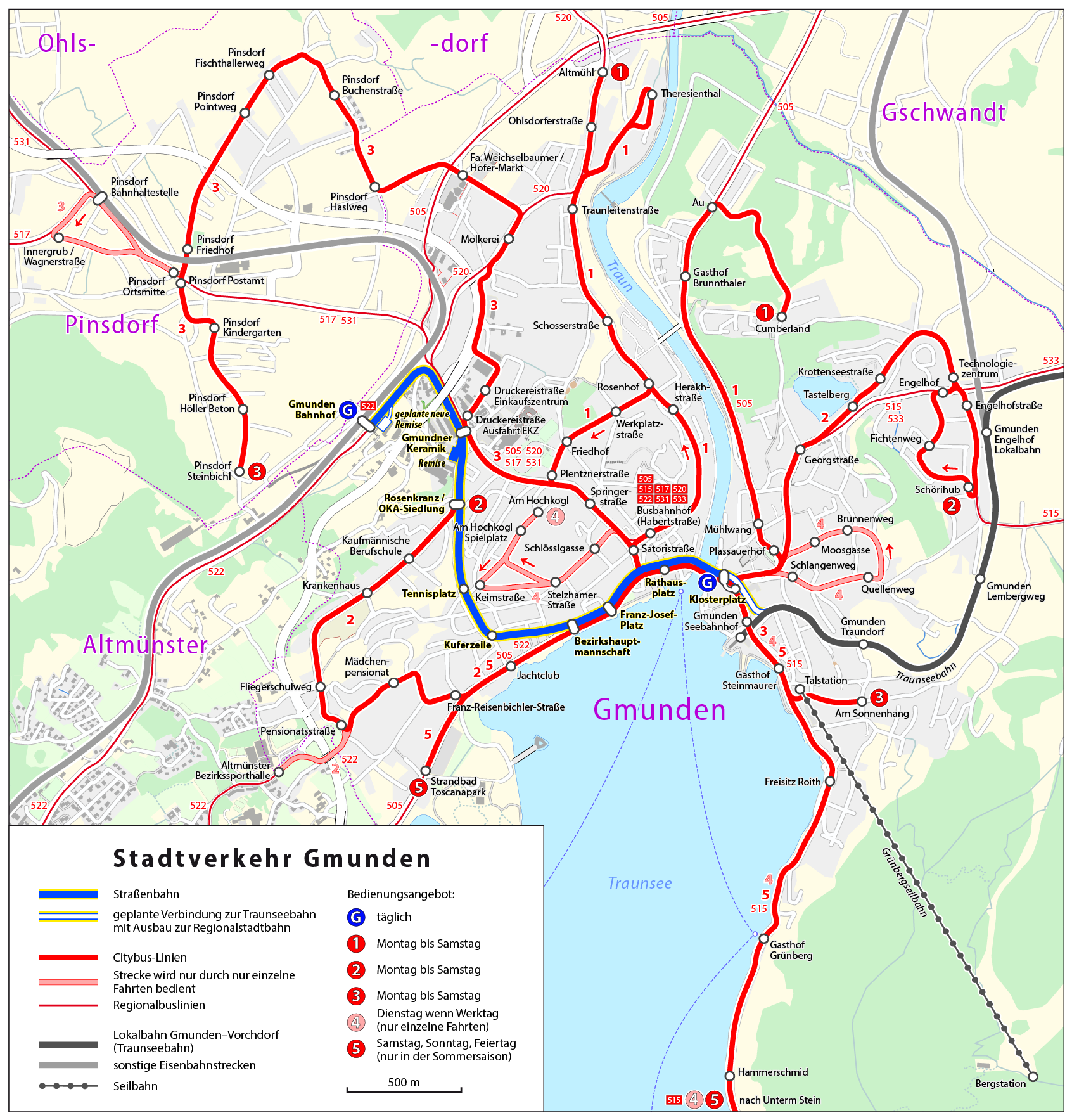

Door het stadje ging een 2,3 kilometer lange oeroude tramlijn (geopend in 1894). Sinds 1 september 2018 is deze gekoppeld aan de lokaalspoorlijn Traunseebahn, en sindsdien is er één doorgaande lijndienst Traunsee Tram Gmunden ÖBB - Vorchdorf met moderne lagevloertrams. Op het kaartje staat de koppeling nog als gepland aangegeven. In Vorchdorf kan men soms overstappen op een andere lijn van Stern und Hafferl , de Vorchdorferbahn, naar Lambach ÖBB.

## Geboren
- Marie Louise van Hannover-Cumberland (1879-1948), prinses uit het Huis Hannover
- George Willem van Hannover-Cumberland (1880-1912), prins van Hannover en Cumberland
- Alexandra van Hannover-Cumberland (1882-1963), prinses van Hannover en Cumberland
- Olga van Hannover-Cumberland (1884-1958), prinses van Hannover en Cumberland
- Christiaan van Hannover-Cumberland (1885-1901), prins uit het Huis Hannover
- Klaus Eberhartinger (1950), zanger
- Conchita Wurst (1988), zanger en dragartiest
- Michael Gogl (1993), wielrenner
- Lisa Kolb (2001), voetbalster

Altmünster · Bad Goisern am Hallstättersee · Bad Ischl · Ebensee am Traunsee · Gmunden · Gosau · Grünau im Almtal · Gschwandt · Hallstatt · Kirchham · Laakirchen · Obertraun · Ohlsdorf · Pinsdorf · Roitham am Traunfall · St. Konrad · St. Wolfgang im Salzkammergut · Scharnstein · Traunkirchen · Vorchdorf
- Gemeinsame Normdatei: 4021376-6
- Library of Congress Control Number: n90660951
- MusicBrainz: b3913828-21ca-431e-9911-3bb233399456
- Nationale Bibliotheek van Tsjechië: ge628674
- Nationale Bibliotheek van Israël: 987007565128205171
- Virtual International Authority File: 152574779